# Abies densa
Abies densa е вид ела от семейство Борови (Pinaceae). Видът е незастрашен от изчезване.

## Разпространение
Разпространен е в Бутан, Китай, Индия и Непал.